# Side Hustle
Side Hustle (Side Hustle, una tarea complicada en Latinoamérica; Trabajos extraescolares en España) es una serie de televisión estadounidense de comedia, creada por Dave Malkoff que se estrenó en Nickelodeon el 7 de noviembre de 2020. Duró dos temporadas y el episodio final se emitió el 30 de junio de 2022. La serie está protagonizada por Jules LeBlanc, Jayden Bartels, Isaiah Crews, Mitchell Berg y Jacques Chevelle.

## Argumento
En la ciudad de Altoonisburg, la inteligente y sarcástica Lex, la dura y confiada Presley y su peculiar amigo Munchy se encuentran en una situación complicada después de que un percance accidental destruye un bote que pertenece al padre de Munchy, el director Tedward. Obligados a idear formas creativas de ganar dinero para pagar los daños, los mejores amigos solicitan la ayuda del hermano menor experto en tecnología de Presley, Fisher, para crear una aplicación llamada «Kid-DING» para conectarse con personas que buscan ayuda con pequeños trabajos. Con el mandón del hermano mayor de Munchy, Jaget, asegurándose de que estén al día con los pagos, los tres amigos deben hacer cualquier trabajo que se les presente sin importar cuán locos sean.
A mitad de la segunda temporada, Presley logra ganar un nuevo bote para Tedward al ganar una competencia de lucha libre que le permite a Tedward cancelar la deuda de Lex, Presley y Munchy con él. Desafortunadamente, accidentalmente usan sus fuegos artificiales de celebración para destruir el nuevo buggy de Jaget, lo que hace que Jaget se haga cargo de Kid-DING para que puedan pagar los daños a su buggy.

## Reparto y personajes

### Reparto principal
- Jules LeBlanc como Lex, la mejor amiga de Presley a quien le gusta la escuela y seguir las reglas
- Jayden Bartels como Presley, la mejor amiga de Lex que es dura y confiada
- Isaiah Crews como Munchy, el peculiar amigo de Lex y Presley
- Mitchell Berg como Fisher, el hermano menor de Presley que es un genio científico e inventor, y está enamorado de Lex
- Jacques Chevelle como Jaget, el hermano mayor convencional de Munchy que no aprueba a Lex, Presley y Munchy, y es un guardia de cruce

### Reparto recurrente
- Daryl C. Brown como Tedward, el padre de Munchy y Jaget y el director de la escuela de Lex y Presley, quien les ordena pagar los daños causados por el fuego en su bote, que dura hasta «Thumb and Thumber»
- Kurt Ela como Alan, el peculiar padre de Presley y Fisher
- Menik Gooneratne como Sophia Fugazi, una popular bloguera de moda
- Matthew Sato como Spenders (temporada 1), el gerente de la tienda de batidos favorita de Presley y Lex, MicroMooery
- Lilimar como Buckles, la dueña del competidor de MicroMooery, Froyo-Yoyo
- Reyn Doi como Horrigan, asistente de laboratorio de Fisher
- Matte Martinez como Ty, el primo de Spenders que se hace cargo de Mooery cuando Spenders se va de la ciudad para abrir un nuevo MicroMooery
- Leah Mei Gold como Gloria, una ferviente estudiante de la clase de artes marciales Jag-Jitsu de Jaget y el interés amoroso de Fisher
- Luke Mullen como Luke, el interés amoroso de Lex y un estudiante de Altoonisburg que quiere convertirse en veterinario

### Estrellas invitadas notables
- Eric Allan Kramer como Briles, un hombre que trabaja en el basurero de la ciudad[2][3]
- Kensington Tallman como Ruby, la prima menor de Lex que está de visita y que se enamora de Fisher[2]
- Terry Crews como Nedward, tío de Munchy y hermano de Tedward[4]
- Darci Lynne como The Wombat, una «reparadora» que viste un esmoquin[5]

## Producción
El 24 de febrero de 2020, se anunció que Nickelodeon ordenó Side Hustle del creador Dave Malkoff, una serie de comedia de amigos multicámara protagonizada por Annie LeBlanc como Lex y Jayden Bartels como Presley. También protagonizan la serie Isaiah Crews — hijo del actor Terry Crews — como Munchy, Mitchell Berg como Fisher y Jacques Chevelle como Jaget. John Beck y Ron Hart se desempeñan como productores ejecutivos y showrunners.
El 7 de enero de 2021, se anunció que Nickelodeon había ordenado siete episodios más de la serie, lo que elevó el pedido de la primera temporada a 20 episodios. El 18 de marzo de 2021, se anunció que Nickelodeon había ordenado seis episodios adicionales de la serie, lo que elevó el pedido revisado de la primera temporada a 26 episodios. El 1 de septiembre de 2021, se anunció que Nickelodeon renovó la serie para una segunda temporada de 20 episodios. La segunda temporada se estrenó el 2 de octubre de 2021 y finalizó el 30 de junio de 2022.

## Episodios
| Temporada | Temporada | Episodios | Episodios | Emisión original       | Emisión original         |
| Temporada | Temporada | Episodios | Episodios | Primera emisión        | Última emisión           |
| --------- | --------- | --------- | --------- | ---------------------- | ------------------------ |
|           | 1         | 25        | 25        | 7 de noviembre de 2020 | 25 de septiembre de 2021 |
|           | 2         | 21        | 21        | 2 de octubre de 2021   | 30 de junio de 2022      |

### Temporada 1 (2020-2021)
| N.º en serie | N.º en temp. | Título                                             | Dirigido por          | Escrito por                           | Fecha de emisión original | Fecha de emisión Latinoamérica | Código de prod. | Audiencia (millones) |
| --- | ------------ | -------------------------------------------------- | --------------------- | ------------------------------------- | ------------------------- | ------------------------------ | --------------- | -------------------- |
| 1 | 1            | «Start Hustling» «Empezando a trabajar»            | Adam Weissman         | Dave Malkoff                          | 7 de noviembre de 2020    | 5 de abril de 2021             | 101             | 0.36                 |
| Las mejores amigas Lex y Presley se relajan después de la escuela cuando su amigo, Munchy, llega con fuegos artificiales que encontró confiscados por su padre, Tedward, el director de la escuela. Accidentalmente activaron los fuegos artificiales que golpearon el bote de Tedward y lo incendiaron. Tedward requiere que le paguen con el dinero que ganaron a través del trabajo duro. Los pone en un estricto calendario de pagos semanales y le encarga a su hijo, Jaget, que los vigile. Después de días de búsqueda de empleo sin éxito, contactan al hermano pequeño experto en tecnología de Presley, Fisher, quien les hace una aplicación llamada «Kid-DING» a través de la cual la gente puede contratarlos. Consiguen su primer trabajo como maniquíes vivos en una tienda de ropa donde se ven obligados a posar todo el día con incómodos trajes de lana que pican. Intentan escapar cerrando la tienda antes de tiempo, pero el gerente los atrapa y amenaza con no pagarles. Sin embargo, amenazan al gerente con malas críticas y lo obligan a pagarlas. Estrellas invitadas: Daryl C. Brown, Kurt Ela, Dominic Burgess, Menik Gooneratne |              |                                                    |                       |                                       |                           |                                |                 |                      |
| 2 | 2            | «Vitamin D-isaster» «Vitamina d-Esastre»           | Adam Weissman         | Dave Malkoff                          | 14 de noviembre de 2020   | 6 de abril de 2021             | 102             | 0.27                 |
| Lex, Presley y Munchy son contratados como sujetos de prueba de una nueva vitamina que los hace incapaces de resistirse a las verduras, con mareos como efecto secundario. Incapaces de resistirse a las verduras en el jardín de la Sra. Castillo, Presley y Lex engañan a Carina y sus amigos para que les saquen las verduras. Fisher experimenta con Munchy para encontrar una cura, mientras que Lex y Presley toman otro trabajo de la Sra. Castillo para ser princesas para la fiesta de cumpleaños de su hija, Carina. Después de enterarse de que el pastel de cumpleaños tiene zanahorias, se lo roban. Estrellas invitadas: Kurt Ela, Carlos Acuña, Jennifer Carta, Juliana Restivo |              |                                                    |                       |                                       |                           |                                |                 |                      |
| 3 | 3            | «Yard Sale» «Venta de jardín»                      | Adam Weissman         | Dave Malkoff                          | 21 de noviembre de 2020   | 7 de abril de 2021             | 103             | 0.38                 |
| Presley, Lex y Munchy necesitan más dinero para el próximo pago del barco, pero el tiempo se acaba. Acuerdan hacer una venta de garaje, pero Lex dice que no tiene nada que pueda vender. Presley desafía a Lex diciendo que puede encontrar algo que Lex pueda vender. Encuentran un juguete para perros, pero Lex dice que es valioso. Convencida de que Lex tiene dificultades para dejar las cosas, Presley vende el juguete en secreto, solo para descubrir más tarde que Lex guarda su dinero KidDING en él. Cuando Tedward viene por el pago del bote, Lex y Presley lo entretienen mientras Jaget y Munchy buscan a la persona que compró el juguete. Eventualmente encuentran al chico que lo compró y él revela que Fisher lo contrató para comprarlo ya que Fisher quería tener algo de Lex, pero Presley no se lo permite. Estrellas invitadas: Kurt Ela, Daryl C. Brown |              |                                                    |                       |                                       |                           |                                |                 |                      |
| 4 | 4            | «Trashy Jobs» «Trabajos basura»                    | Adam Weissman         | Joe Sullivan                          | 28 de noviembre de 2020   | 8 de abril de 2021             | 104             | 0.46                 |
| La prima de Lex, Ruby, está de visita y Lex tiene planeadas actividades divertidas para que hagan juntas. Cuando Ruby conoce a Fisher, inmediatamente se enamora de él. Llega una notificación de KidDING y Lex quiere rechazarla para pasar tiempo con Ruby, pero Presley insiste en que necesitan el pago. El trabajo consiste en encontrar un cepillo de dientes antiguo con rayas de cebra en el basurero donde se encuentran con Briles, el chico de la basura. Al regresar a casa, reciben otro KidDING y Ruby insiste en que deberían tomarlo. El trabajo es lavar un compactador de basura con el cepillo de dientes, lo que hace que Presley sospeche que Ruby es la que les envía estos trabajos ocasionales en el vertedero para poder estar a solas con Fisher. De repente, el compactador se bloquea y se enciende. Afortunadamente, Munchy puede salvarlas a tiempo. Confirman que fue Ruby quien contrató a Briles para atraparlas dentro del compactador. Presley engaña a Ruby para que confiese fingiendo que Lex se comprimió con basura. Estrellas invitadas: Eric Allan Kramer, Kensington Tallman Ausente: Jacques Chevelle como Jaget |              |                                                    |                       |                                       |                           |                                |                 |                      |
| 5 | 5            | «Friendiversary» «Amiversario»                     | Leonard R. Garner Jr. | David A. Arnold                       | 5 de diciembre de 2020    | 9 de abril de 2021             | 105             | 0.38                 |
| Todos los años, Lex y Presley celebran Friendiversary, una fiesta inventada para el aniversario de su amistad, intercambiando regalos en el tiovivo donde se conocieron. A lo largo de los años, Friendiversary se ha convertido en una competencia sobre quién puede hacer llorar más a la otra con sus regalos. Este año, ambas chicas están planeando por casualidad regalarse un frasco de sus lágrimas de amistad. Desafortunadamente, hay una peligrosa tormenta de nieve que arruina sus planes. Sin embargo, lo superan para ir al tiovivo y demostrar su amor mutuo. Las lágrimas de su amistad se derraman y se congelan, lo que hace que sus pantalones se peguen al tiovivo durante una tormenta de nieve. Le envían a Munchy una señal para salvarlas. Después de casi morir congeladas, Presley y Lex acuerdan dejar de usar Friendiversary como competencia. Mientras tanto, cansado de pasar desapercibido para Lex, Fisher recurre a Alan para que lo ayude a aprender cómo impresionar a las chicas. Estrellas invitadas: Kurt Ela, David Alfano Ausente: Jacques Chevelle como Jaget |              |                                                    |                       |                                       |                           |                                |                 |                      |
| 6 | 6            | «Milkshake Suckdown» «La competencia de malteadas» | Leonard R. Garner Jr. | John D. Beck y Ron Hart               | 12 de diciembre de 2020   | 12 de abril de 2021            | 106             | 0.30                 |
| Presley, Lex y Munchy van a su lugar favorito de batidos, MicroMooery, donde el propietario, Spenders, está organizando una competencia para beber batidos. El ganador obtiene una selfie con Cash the Cow y un año de batidos gratis. Se unen al concurso y están decididos a derrotar al actual campeón, Jaget. Presley le pide a Fisher que ayude a Lex y Munchy a desarrollar tolerancia a la congelación cerebral mientras ella juega mentalmente con Jaget para sacarlo de su juego. Sin embargo, Jaget manipula a Munchy para que se sienta triste por él y pierda a propósito. Lex también pierde después de que se le congele el cerebro porque Fisher la salvó de los experimentos, por miedo a lastimarla. Con sus amigos abajo, Presley se ve obligada a unirse al concurso en el último minuto. Ella le pide a Lex y Munchy que distraigan a Jaget mientras ella sufre una congelación cerebral para ganar el concurso. Estrella invitada: Matthew Sato |              |                                                    |                       |                                       |                           |                                |                 |                      |
| 7 | 7            | «KidDING! Dongs» «Los Kidding Dongs»               | Jody Margolin Hahn    | John D. Beck y Ron Hart               | 23 de enero de 2021       | 13 de abril de 2021            | 107             | 0.38                 |
| Lex y Presley han estado entrenando con Munchy para una próxima competencia de Dance Dance Altoonisburg. Obtienen un KidDING de Crunchy, un niño rico mimado que solía ser amigo del campamento con Presley y Lex antes de conocer a Munchy. Crunchy se ofrece a pagar toda la deuda del barco si las chicas aceptan ser sus parejas de baile en lugar de las de Munchy. Cuando le preguntan a Munchy al respecto, les da una metáfora confusa, haciéndoles pensar que está de acuerdo con eso. Jaget convence a Munchy para formar un nuevo equipo de baile con él y Fisher. Entrenar con Crunchy se convierte en una pesadilla porque manda a Lex y Presley y se niega a practicar con ellos. Después de enterarse de que Munchy se sintió lastimado por su elección, Presley y Lex abandonaron el equipo de Crunchy y se asociaron nuevamente con Munchy para la competencia. Crunchy soborna al juez para ganar el concurso, pero el director Tedward se niega a darle el trofeo y se lo da a Alan al azar. |              |                                                    |                       |                                       |                           |                                |                 |                      |
| 8 | 8            | «Lunch Boxed In» «Almuerzo empecado»               | Leonard R. Garner Jr. | Joe Sullivan                          | 30 de enero de 2022       | 14 de abril de 2021            | 108             | 0.37                 |
| Presley y Lex encuentran un mapa que hicieron cuando tenían cinco años con pistas para encontrar una lonchera escondida que contiene sus pulseras de la amistad. Mientras Lex está entusiasmada con la búsqueda, Presley se pone nerviosa después de recordar que en lugar de poner el brazalete de Lex en la lonchera, se lo llevó a un campamento de artes donde accidentalmente lo convirtió en una taza. Presley intenta distraer a Lex todo el día mientras ella y Alan trabajan para recrear el brazalete. Cuando Lex no encuentra el brazalete falso, Presley se siente decepcionada porque Lex no recuerda una parte importante de su relación. Entonces, se sincera con Lex y le explica que se había llevado el brazalete al campamento porque la extrañaba. Lex entiende y le dice que lo que importa son los recuerdos. Estrellas invitadas: Kurt Ela, Matthew Sato Ausente: Jacques Chevelle como Jaget |              |                                                    |                       |                                       |                           |                                |                 |                      |
| 9 | 9            | «Chemistry Hustle» «Clase de química»              | Jody Margolin Hahn    | Alex Hanpeter y Jude Tedmori          | 6 de febrero de 2021      | 15 de abril de 2021            | 109             | 0.48                 |
| Durante las lecciones de química del Sr. Prusko, todos suelen quedarse dormidos excepto Munchy. El director Tedward amenaza con reasignarlo si no puede mantener despiertos a los estudiantes. Lex y Presley hacen un trato con Prusko para ayudar a mantener despiertos a otros estudiantes a cambio de buenas calificaciones. Le dan un cambio de imagen y lo llevan al Mooery para conectarse con los estudiantes. Le enseñan un paso de baile, pero cuando se vuelve viral, Prusko deja que su nueva popularidad se le suba a la cabeza. Empieza a llamarse Mr. P y contrata a un DJ para su clase. Cuando le falta el respeto a Munchy, Presley y Lex arriesgan sus calificaciones al sabotear el experimento de química de Prusko para darle una lección. Al ver el lío causado, Tedward le pide a Prusko que vuelva a ser aburrido por razones de seguridad. Mientras tanto, Alan le da a Fisher su chaqueta de cuero para impresionar a las chicas y parece funcionar con Lex, pero Fisher la destruye accidentalmente. Estrellas invitadas: Kurt Ela, Daryl C. Brown, David Theune, Matthew Sato Ausente: Jacques Chevelle como Jaget |              |                                                    |                       |                                       |                           |                                |                 |                      |
| 10 | 10           | «Phantom of the Mooery» «El fantasma del Mooery»   | Wendy Faraone         | William Luke Schreiber y Beth Crudele | 20 de febrero de 2021     | 16 de abril de 2021            | 110             | 0.28                 |
| Spenders contrata a Presley, Lex y Munchy en Mooery para averiguar quién ha estado ordeñando a Cash the Cow por la noche y dejando que la leche se eche a perder. Ha estado estresado últimamente desde que Buckles abrió una nueva tienda competidora, FroYo Yo-Yo al otro lado de la calle y está decidido a sacar a MicroMooery del negocio. Lex sospecha que Buckles es el ordeñador nocturno, pero Presley sospecha del fantasma del tatarabuelo de Spenders. En su primera noche de vigilancia, entran en pánico y no pueden atrapar al ordeñador nocturno. Le piden a Spenders que les dé otra oportunidad. En la segunda noche, después de darse cuenta de que Spenders duerme arriba del Mooery, Munchy se da cuenta de que es Spenders quien ha estado ordeñando la vaca mientras estaba sonámbulo debido al estrés por competir con Buckles. Mientras trabaja en el caso, Presley le pide a Jaget que cuide a Fisher, pero Fisher atrapa a Jaget en una red para demostrar que puede cuidarse solo. Estrellas invitadas: Lilimar, Matthew Sato |              |                                                    |                       |                                       |                           |                                |                 |                      |
| 11 | 11           | «Karaoke Kickoff» «Patada Karaoke»                 | Wendy Faraone         | Heather Wood y Maegan McConnell       | 27 de febrero de 2021     | 7 de mayo de 2021              | 111             | 0.35                 |
| Lex se entera de que Presley y Munchy han comprado una máquina de karaoke de su concurso de canto local favorito, Karaoke Kickoff, donde los concursantes perdedores son expulsados del escenario con un pie gigante. Cuando la máquina de karaoke resulta ser defectuosa, van al estudio Karaoke Kickoff para confrontar al presentador, Rowan van Doren, al respecto. Los arroja a un sótano donde descubren que los concursantes anteriores han estado fabricando las máquinas de karaoke desde que Van Doren prometió que los dejaría volver al programa si fabricaban suficientes máquinas. Lex y Presley ayudan a los concursantes a darse cuenta de que Van Doren les ha estado mintiendo. Después de exponer a Van Doren durante una transmisión en vivo y echarlo del escenario, Presley y Lex interpretan una canción juntos en el escenario. Mientras tanto, Fisher arregla la máquina de karaoke rota y la usa con su padre, quien ha estado tratando de vincularse con él. Estrellas invitadas: Kurt Ela, Robert Belushi Ausente: Jacques Chevelle como Jaget |              |                                                    |                       |                                       |                           |                                |                 |                      |
| 12 | 12           | «Dog Wed-DING» «Boda perruna»                      | David Kendall         | David A. Arnold                       | 13 de marzo de 2021       | 14 de mayo de 2021             | 112             | 0.31                 |
| Los perros de Internet favoritos de Lex, Lulu y Poochie-Boy, se van a casar y ella quiere que los dueños de los perros la contraten a ella y a Presley como organizadores de bodas. Ella los convence etiquetándolos en docenas de fotos de una boda falsa para su perro, Reggie. Presley y Lex organizan una reunión con los dueños de perros en el Mooery mientras Munchy entrena para ser un oficiante de bodas de perros. Paseando a los perros, Presley descubre que Lulu está enamorada del perro de Lex en lugar del perro con el que se supone que debe casarse. Presley se lo cuenta a Lex, pero Lex no le cree. Entonces, recurre a Fisher para que le construya una aplicación que pueda traducir los ladridos de los perros en palabras. Presley detiene la boda y usa la aplicación para demostrarle a Lex y a los dueños del perro que Lulu no quiere casarse con Poochie-Boy. Estrellas invitadas: Ben Begley, Renee Dorian, Matthew Sato, Paul Vogt Ausente: Jacques Chevelle como Jaget |              |                                                    |                       |                                       |                           |                                |                 |                      |
| 13 | 13           | «Uncle Nedward» «El tío Nedward»                   | Wendy Faraone         | Dave Malkoff                          | 20 de marzo de 2021       | 21 de mayo de 2021             | 113             | 0.47                 |
| Lex y Presley son contratadas por Spenders para crear un póster para Mooery for Hawk Day, un día festivo que celebra el ave favorita de la ciudad, Hudson the Hawk. El carismático tío motivador de Munchy, Nedward, que lo está cuidando durante el fin de semana, las motiva a pintar un mural realista del nido de Hudson. Desafortunadamente, Hudson golpea el mural y se lastima después de confundirlo con el nido real. Lex, Presley y Munchy se sienten culpables por llevar al halcón al hospital y dejar los huevos desatendidos en lo alto del acantilado más alto de Altoonisburg. Después de que Nedward lo alentara a solucionar el problema, Munchy sube a la cima del acantilado para rescatar los huevos, pero entra en pánico porque tiene miedo a las alturas. Lex y Presley motivan a Nedward a superar su propio miedo a las alturas y salvar a su sobrino usando trajes de burbujas indestructibles que Fisher había construido para Jaget. Estrellas invitadas: Terry Crews, Daryl C. Brown, Matthew Sato |              |                                                    |                       |                                       |                           |                                |                 |                      |
| 14 | 14           | «Jag-Jitsu» «Jag-Jitsu»                            | Leonard R. Garner Jr. | David A. Arnold                       | 27 de marzo de 2021       | 18 de junio de 2021            | 115             | 0.35                 |
| Jaget comienza una clase de defensa personal llamada Jag-Jitsu pero nadie quiere inscribirse. Sintiéndose mal por él, Tedward envía a Presley, Lex y Munchy a KidDING, obligándolos a unirse y soportar los horribles métodos de enseñanza de Jaget. El rival de Jaget, Crash, el conductor del autobús, se acerca para burlarse de él durante una lección. Jaget dice que comenzó Jag-Jitsu después de que Crash reclutó a un grupo de niños malos en su dojo para aterrorizar sus cruces peatonales. Incapaces de soportar a Jaget, la pandilla abandona su clase, pero luego se sienten culpables y se reincorporan a la clase para ayudarlo a derrotar al dojo de Crash. Mientras tanto, Alan intenta hacerse amigo de Tedward fingiendo que puede jugar al ajedrez. Le pide a Fisher que le enseñe a jugar, pero cuando eso no funciona, aceptan hacer trampa. Estrellas invitadas: Kurt Ela, Daryl C. Brown, Christina Calph |              |                                                    |                       |                                       |                           |                                |                 |                      |
| 15 | 15           | «Hot Tubby's»                                      | David Kendall         | Joe Sullivan                          | 3 de abril de 2021        | 25 de junio de 2021            | 116             | 0.29                 |
| Presley, Lex y Munchy son contratados para producir un comercial para un concurso de una tienda de jacuzzis en el que las personas pueden ganar un jacuzzi adivinando correctamente la cantidad de pelotas de ping pong en un jacuzzi. Tubby, el dueño de la tienda y su hijo quieren protagonizar el comercial pero no pueden actuar. Entonces, la pandilla crea el mejor comercial con lo que tienen, pero Tubby se niega a pagarles. Para vengarse, irrumpen en la tienda para contar las bolas, pero escuchan a Tubby diciéndole a su sobrina el número correcto para hacer trampa en el concurso. Lex, Presley y Munchy sacan una pelota de la tina, arruinando los planes de Tubby. Envían sus conjeturas usando el nuevo número correcto y ganan tres jacuzzis para huérfanos en contra del deseo de Tubby. Mientras tanto, Fisher está construyendo una máquina Rube Goldberg, pero no quiere que su padre tropiece con ella como lo hizo el año anterior. Entonces, contrata a un asistente para que vigile a Alan. Estrellas invitadas: Kurt Ela, Reyn Doi, Michael Dunn Ausente: Jacques Chevelle como Jaget |              |                                                    |                       |                                       |                           |                                |                 |                      |
| 16 | 16           | «Moo's the Boss» «¿Quién es el jefe?»              | Evelyn Belasco        | John D. Beck y Ron Hart               | 10 de abril de 2021       | 11 de junio de 2021            | 114             | 0.39                 |
| Spenders deja la ciudad para abrir un nuevo MicroMooery y le pide a su primo, Ty, que se haga cargo de la gestión del Mooery en Altoonisburg. Ty quiere cerrar durante el fin de semana mientras recibe capacitación para empleados, pero Lex, Presley y Munchy lo convencen de que los contrate para mantener abierto el Mooery. Fantasean con lo divertido que será manejar el Mooery, pero resulta ser todo un desafío. Munchy crea su batido de fantasía, el «blowgurt», pero termina siendo demasiado pegajoso. Lex y Presley pierden clientes porque no pueden encontrar la leche. La tina comienza a chorrear leche, lo que los obliga a usar las manos y los pies, antes de usar el soplete de Munchy para bloquear los agujeros. La presión continúa aumentando y la tina explota, cubriéndolos con leche. En lugar de pagarles, Ty usa sus cheques de pago para reparar los daños que causaron. Estrellas invitadas: Matte Martínez, Matthew Sato Ausente: Jacques Chevelle como Jaget |              |                                                    |                       |                                       |                           |                                |                 |                      |
| 17 | 17           | «Make-a-Mutt»                                      | Jody Margolin Hahn    | Maegan McConnell y Heather Wood       | 17 de abril de 2021       | 2 de julio de 2021             | 118             | 0.38                 |
| Lex está emocionada de obtener un KidDING de su tienda de animales de peluche favorita, Make-A-Mutt, donde los niños personalizan a sus perros y una máquina «mágica» los construye. Ella se siente decepcionada al saber que los perros en realidad son construidos por una persona, Marilyn, en la trastienda. Ella, Presley y Munchy son contratados para hacerse cargo mientras Marilyn está fuera de la ciudad. Para ayudar a conseguir más clientes publicitando Make-A-Mutt por toda la ciudad. Los pedidos comienzan a llegar demasiado rápido para que Lex y Presley puedan mantenerse al día. Esto hace que construyan algunos de los perros de forma incorrecta, lo que molesta a los niños. Afortunadamente, Marilyn regresa temprano y reanuda el trabajo. Mientras tanto, cuando Fisher destruye accidentalmente la puerta del garaje con una cortadora de césped, Munchy le dice que llame a un reparador conocido como Wombat. En lugar de ayudar a Fisher a arreglar el garaje, Wombat sigue exigiendo hasta que Fisher se da cuenta de que debería haber dicho la verdad. El Wombat lo felicita por llegar a esa conclusión. Estrellas invitadas: Kurt Ela, Darci Lynne, Jack Plotnick, Juliana Restivo Ausente: Jacques Chevelle como Jaget                       |              |                                                    |                       |                                       |                           |                                |                 |                      |
| 18 | 18           | «Juckles»                                          | Mike Caron            | Dave Malkoff                          | 1 de mayo de 2021         | 9 de julio de 2021             | 119             | 0.38                 |
| Lex, Presley y Munchy están en el Mooery cuando llega Jaget exigiendo dinero para pagar el barco, que no tienen. El competidor de Micromooery, Buckles, entra para burlarse de Ty con un telegrama cantado. Después de relacionarse por lo malos que son, Jaget y Buckles tienen una cita. Presley, Lex y Munchy se dan cuenta de que mientras Jaget esté con Buckles, será menos malo con ellos. Desafortunadamente, Buckles les dice que quiere romper con Jaget. Para mantener juntos a Jaget y Buckles, le enseñan a Jaget a ser amable y le dan un cambio de imagen para hacerlo más atractivo, pero Buckles no está impresionada. Mientras tanto, Fisher ha estado trabajando en un toro mecánico que Tedward compró por accidente. Dado que Buckles dijo que le gustan los vaqueros, Lex, Presley y Munchy convencen a Jaget de montar el toro mecánico para impresionar a Buckles. Más tarde, Buckles le dice a Jaget que le gustaba por ser malo. Entonces, acuerdan permanecer juntos y aceptan ser malos con las personas. Estrellas invitadas: Daryl C. Brown, Lilimar, Matte Martinez, Carmen Sanchez |              |                                                    |                       |                                       |                           |                                |                 |                      |
| 19 | 19           | «Rat Busters»                                      | Adam Weissman         | John D. Beck y Ron Hart               | 8 de mayo de 2021         | 16 de julio de 2021            | 120             | 0.34                 |
| Un elegante restaurante francés contrata a Presley, Lex y Munchy para deshacerse de una rata sin que los clientes los vean. Como Presley le tiene miedo a las ratas, quiere matarla, pero Lex quiere atraparla y dejarla en un lugar seguro. La rata aterriza en el hombro de Presley, pero ella la tira y no pueden atraparla. Fisher les construye cañones de aire para soplar y atrapar a la rata, pero accidentalmente atrapan una servilleta en su lugar. Entonces, se ven obligados a regresar durante la cena de cumpleaños del alcalde. Munchy distrae a la alcaldesa y a sus invitados haciéndoles una ensalada elegante mientras Presley y Lex intentan atrapar a la rata. En el proceso, las chicas destruyen casi todo lo que hay dentro del restaurante antes de atrapar a la rata. El dueño del restaurante no quiere pagarles pero el alcalde la obliga. Le dan la rata a Briles que ha estado buscando una nueva mascota. Estrellas invitadas: Eric Allan Kramer, Rena Strober Ausente: Jacques Chevelle como Jaget |              |                                                    |                       |                                       |                           |                                |                 |                      |
| 20 | 20           | «Bot Club»                                         | Natalie Van Doren     | Joe Sullivan                          | 15 de mayo de 2021        | 22 de noviembre de 2021        | 121             | 0.30                 |
| Fisher está involucrado en un club de lucha de robots clandestino que se reúne en el sótano de MicroMooery. Su robot, Tyrannosaurus Lex, lleva semanas ganando y confía en poder vencer a su rival científica, Tasha. Después de enterarse, Presley, Lex y Munchy apuestan su dinero KidDING recientemente ganado en el bot de Fisher. Desafortunadamente, el robot de Tasha, Trainwreck, destruye el robot de Fisher en un instante. El alma de Fisher está destrozada. Presley apuesta todo el negocio de KidDING a la capacidad de Fisher para construir otro robot que pueda derrotar a Trainwreck. Fisher ha renunciado a la ciencia, pero Presley lo engaña fingiendo construir mal un robot porque sabe que Fisher no puede resistirse a arreglarlo. Esto funciona e inspira a Fisher a construir un robot con una espátula que derrota al Trainwreck de Tasha volteándolo. Mientras tanto, cuando el gnomo de jardín de Alan que se parece a él desaparece, solicita la ayuda de Jaget para encontrar al ladrón. Estrellas invitadas: Kurt Ela, Matte Martinez, William Ludwig |              |                                                    |                       |                                       |                           |                                |                 |                      |
| 21 | 21           | «Extra Crunchy»                                    | Evelyn Belasco        | Alex Hanpeter y Jude Tedmori          | 22 de mayo de 2021        | 23 de noviembre de 2021        | 122             | 0.29                 |
| Munchy está practicando para un truco de medio tiempo que lo ayudará a convertirse en la mascota de la escuela, Luna the Tuna. Crunchy se transfiere a Altoonishburg y comienza a actuar extremadamente amable con todos, lo que hace que Presley sospeche que está tramando algo. Su mayordomo invita a Lex y Presley a una reunión secreta donde revela que Crunchy tiene la intención de sabotear el truco de la mascota de Munchy poniendo ácaros que pican en el disfraz de la mascota. Corren al juego para advertir a Munchy, pero es demasiado tarde. Para ayudar a Munchy a completar el truco, llevan a la multitud a animar ya que los ácaros de las mordeduras quedan inconscientes por el ruido. Con su trama expuesta, Crunchy es expulsado de la escuela. Mientras tanto, cuando el último experimento de Fisher atrae a agentes del gobierno a la casa, Alan lo castiga para que no haga nada relacionado con la ciencia. Fisher se escapa con equipo científico disfrazado de parrilla para seguir experimentando, pero cuando accidentalmente hace una pelota de baloncesto, decide jugar en su lugar. Estrellas invitadas: Daryl C. Brown, Kurt Ela, Matte Martinez, Reyn Doi, Philip Solomon, Hal Landon, Jr, Arnie Pantoja Ausente: Jacques Chevelle como Jaget |              |                                                    |                       |                                       |                           |                                |                 |                      |
| 22 | 22           | «Mouth Noise»                                      | Wendy Faraone         | Alex Hanpeter y Jude Tedmori          | 17 de julio de 2021       | 23 de julio de 2021            | 117             | 0.23                 |
| Cuando Munchy, sin darse cuenta, crea una melodía pegadiza y adictiva con el sonido de su boca, Presley y Lex no pueden quitársela de la cabeza. El trío es contratado como guardias de seguridad en una tienda de música donde se encuentran con Jaget y Fisher. Toman instrumentos y comienzan a tocar la melodía, añadiéndole letras. Esto los inspira a formar una banda llamada Mouth Noise. La popularidad de la canción hace que los contraten para tocar en MicroMooery, pero se separan antes de la presentación debido a diferencias creativas. Después de la ruptura, Lex y Presley quieren seguir una carrera en solitario, pero terminan extrañándose. Mientras tanto, Alan confunde su melodía con otra canción y recluta a Tedward para que lo ayude a descubrir qué canción es. Usando una aplicación de reconocimiento de música, identifican la canción como «I'm Gonna Be (500 Miles)». Se les pide que lo realicen en Mooery ya que Mouth Noise canceló. Animado por los cánticos de la multitud, Mouth Noise acepta volver a estar juntos e interpretar su canción. Estrellas invitadas: Daryl C. Brown, Kurt Ela, David Lengel |              |                                                    |                       |                                       |                           |                                |                 |                      |
| 23 | 23           | «Love Sensei»                                      | Wendy Faraone         | Maegan McConnell y Heather Wood       | 11 de septiembre de 2021  | 24 de noviembre de 2021        | 123             | 0.36                 |
| Fisher le pide a Lex que lo acompañe a una cena de premios de ciencias, pero ella se niega para evitar darle una idea equivocada. Jaget se ofrece como voluntario junto con su alumna de Jag-Jitsu, Gloria, para ayudar a Fisher a impresionar a Lex. Siguen a Lex, Presley y Munchy al Festival del cono de nieve y traman un plan para que Gloria finja robar el cono de nieve de Lex y haga que Fisher salve el día. Sin embargo, el plan falla y Lex pierde a su perro, Reggie, en medio del caos. Sintiéndose culpable, Fisher inventa una máquina para atraer perros, pero funciona mal y atrae a las abejas. Después de que Presley y Munchy encuentran al perro, Lex agradece a Fisher por su ayuda y acepta ir a cenar con él, pero Fisher dice que no se lo merece porque él es la razón por la que Reggie se perdió en primer lugar. Gloria se ofrece a ir con Fisher en su lugar. Estrellas invitadas: Matte Martinez, Leah Mei Gold |              |                                                    |                       |                                       |                           |                                |                 |                      |
| 24 | 24           | «Room for Munchy»                                  | Adam Weissman         | John D. Beck y Ron Hart               | 18 de septiembre de 2021  | 26 de noviembre de 2021        | 125             | 0.29                 |
| La pandilla no puede pasar el rato en el sótano de Presley porque Alan está impulsivamente arreglando cosas en la casa. Como la casa de Lex está abarrotada, quieren usar la de Munchy, pero Munchy sigue inventando excusas. Lex y Presley se enteran de que Munchy comparte una habitación con Jaget a pesar de que Jaget tiene su propia habitación que usa como dojo para Jag-Jitsu. Cuando Jaget se niega a dejar que Munchy tenga su propia habitación, las chicas convencen a Munchy de que engañe a Jaget iniciando un dojo falso, pero el plan fracasa. Luego invitan a la estrella de cine de artes marciales favorita de Jaget, Clint Kickwood, quien lo ayuda a abrirse. Jaget revela que comparte una habitación con Munchy porque cuando eran pequeños, Munchy le hizo prometer que nunca lo dejaría. Mientras tanto, las reparaciones de Alan terminan destruyendo la casa y todos se ven obligados a dormir en la habitación de Munchy y Jaget por un tiempo. Estrellas invitadas: Daryl C. Brown, Kurt Ela, The Miz |              |                                                    |                       |                                       |                           |                                |                 |                      |
| 25 | 25           | «The Presley Slide»                                | Adam Weissman         | Dave Malkoff                          | 25 de septiembre de 2021  | 10 de diciembre de 2021        | 126             | 0.39                 |
| Presley, Lex y Munchy son contratados como bailarines de respaldo para el video musical de ZooZoo. Presley está emocionada de mostrarle un nuevo movimiento de baile que inventó llamado «Presley Slide». Cuando ZooZoo no puede hacer el baile, se le pide a Presley que sea su suplente ya que nadie vería su rostro. El movimiento de baile se vuelve viral, pero ZooZoo se atribuye el mérito. Alan anima a Presley a demandar a ZooZoo y se ofrece como voluntario para ser su abogado. Sin embargo, su caso se desmorona porque el juez es un fanático abiertamente parcial de ZooZoo, y ZooZoo finge una lesión para evitar que le pidan que haga el baile. Mientras filman un video de instrucciones de cruce de peatones, Jaget, Fisher y Gloria captan a ZooZoo en la cámara caminando y hablando por teléfono sobre cómo se robó el baile de Presley y llamó estúpido al juez. El video ayuda a Presley a ganar el caso. Estrellas invitadas: Kurt Ela, Daryl C. Brown, Ashley Fuss, Leah Mei Gold, Matte Martinez, Eddie Perino, Lise Simms |              |                                                    |                       |                                       |                           |                                |                 |                      |

### Temporada 2 (2021-2022)
| N.º en serie | N.º en temp. | Título                                                  | Dirigido por          | Escrito por                            | Fecha de emisión original | Código de prod. | Audiencia (millones) |
| --- | ------------ | ------------------------------------------------------- | --------------------- | -------------------------------------- | ------------------------- | --------------- | -------------------- |
| 26 | 1            | «Model Employee»                                        | Adam Weissman         | Dave Malkoff                           | 2 de octubre de 2021      | 201             | 0.27                 |
| Lex está a punto de comprar algunas entradas difíciles de conseguir para un desfile de modas cuando Presley anuncia que han sido contratados como modelos de pasarela para el desfile. Sin embargo, resulta que fueron contratados por una tienda llamada Runway Models para ayudar a los niños pequeños a hacer modelos de aviones. Lex está molesta con Presley por no leer las instrucciones y hacer que pierdan sus boletos. Comienzan a pelear y accidentalmente se pegan las manos. Después de obtener un KidDING del desfile de moda real, le piden a Munchy que se detenga mientras intentan despegarse. Sin embargo, acaban pegadas a una maqueta de puente. Después de reconciliarse con Presley, Lex usa sus habilidades de accesorios para que parezca una declaración de moda que conmemora el puente de Altoonisburg. Mientras tanto, Alan pavimenta su camino de entrada para impresionar a Tedward, pero entra en pánico cuando una señal de precaución se atasca en el cemento. Estrellas invitadas: Daryl C. Brown, Kurt Ela, Menik Gooneratne |              |                                                         |                       |                                        |                           |                 |                      |
| 27 | 2            | «Wreck-It Rex»                                          | Adam Weissman         | John D. Beck y Ron Hart                | 9 de octubre de 2021      | 202             | 0.32                 |
| Cuando Lex destruye accidentalmente el camión de juguete de su hermano pequeño, Rex, Rex amenaza con romper un reloj de arena de la amistad que contiene arena del primer castillo de arena que Lex y Presley hicieron juntas. Para salvar su reloj de arena, Lex debe ganar otro camión para Rex del Carnaval de Shady Pete antes de que se acabe la arena. Lo intenta muchas veces sin éxito y quiere darse por vencida pero Presley la anima a entrenar y seguir intentándolo. Presley luego descubre que Pete está usando un control remoto para manipular el juego. Ella lo aprovecha, permitiendo que Lex gane, justo antes de que se acabe el tiempo. Mientras tanto, Fisher y Horrigan piden la ayuda de Munchy mientras experimentan con una máquina que puede transformar el ADN de cualquier ser vivo. Después de dejarlo solo y encontrar una mariposa en su lugar, se convencen de que su máquina ha convertido a Munchy en una mariposa. Estrellas invitadas: Kurt Ela, Daryl C. Brown, Reyn Doi, Curt Mega, Jack Stanton Ausente: Jacques Chevelle como Jaget |              |                                                         |                       |                                        |                           |                 |                      |
| 28 | 3            | «The Way You Luke Tonight»                              | Jody Margolin Hahn    | Joe Sullivan                           | 16 de octubre de 2021     | 203             | 0.22                 |
| Lex, Presley y Munchy se han perdido un pago de Tedward y están desesperados cuando reciben un KidDING de la peor chica de la escuela para organizar una propuesta de baile para un chico que le gusta a Lex. Los niños deben decidir si ganará el amor o el amor al dinero. Estrellas invitadas: Daryl C. Brown, Noah Beck, Arica Himmel, Matte Martinez, Luke Mullen |              |                                                         |                       |                                        |                           |                 |                      |
| 29 | 4            | «Scare Bear»                                            | Wendy Faraone         | Wesley Jermaine Johnson y Scott Taylor | 23 de octubre de 2021     | 124             | 0.24                 |
| Es Halloween y los chicos abren una casa encantada. Reclutan a Mad Scientist Fisher para usar tecnología poco ortodoxa para dar vida a un oso de peluche. Cuando la criatura malvada escapa, los chicos deben trabajar juntos para detenerla antes de que sea demasiado tarde. Estrellas invitadas: Kurt Ela, Reyn Doi, Matte Martinez |              |                                                         |                       |                                        |                           |                 |                      |
| 30 | 5            | «Al-Dude-isburg»                                        | Wendy Faraone         | Laura House                            | 30 de octubre de 2021     | 204             | 0.26                 |
| El famoso chef Dude Calzone está en la ciudad y quiere probar el sabor local de Altoonisburg, pero cuando la familia Calzone roba la receta secreta del estofado de la familia de Munchy, los niños deben preparar algo peligrosamente delicioso para recuperarlo. Estrellas invitadas: Kurt Ela, Ryan W. Garcia, Matte Martinez, Erika Soto |              |                                                         |                       |                                        |                           |                 |                      |
| 31 | 6            | «Stash the Cash»                                        | Leonard R. Garner Jr. | Wesley Jermaine Johnson y Scott Taylor | 6 de noviembre de 2021    | 205             | 0.36                 |
| En un intento por llevar a MicroMooery a la quiebra, Buckles presenta una queja para que le quiten a Cash the Cow. Para salvar a Cash y el Mooery, Lex y Ty se cuelan y esconden la vaca en el garaje de Presley. Buckles se ofrece a volver con Jaget si la ayuda a localizar a la vaca. Cuando Jaget se acerca y se da cuenta de la vaca, entran en pánico y lo encierran en el garaje con la vaca y Lex, quien había sido derribado mientras intentaba esconder a Cash. Lex le pide a Jaget que se calme, pero Jaget asume que es la vaca la que le habla. Lex aprovecha esto para formar un vínculo entre Jaget y Cash. Cuando Buckles obliga a Jaget a elegir entre ella y la vaca, Jaget elige a Cash y convence a su amigo oficial de la ciudad para que le dé a Ty el permiso que Mooery necesita para quedarse con la vaca. Estrellas invitadas: Lilimar, David Magidoff, Reyn Doi, Matte Martinez |              |                                                         |                       |                                        |                           |                 |                      |
| 32 | 7            | «Lex-Jitsu»                                             | Leonard R. Garner Jr. | Laura House                            | 13 de noviembre de 2021   | 206             | 0.24                 |
| Lex ha estado muy ocupada últimamente para pasar tiempo con Presley y Munchy. Fisher consume su tiempo libre invitándola a salir o Gloria atacándola furtivamente. Gloria explica que para ganar su próximo cinturón de Jag-Jitsu, Jaget quiere que ella derrote a Lex ya que Lex la derrotó en el Snow Cone Festival. Presley y Munchy intentan sin éxito tenderle una trampa a Gloria con Fisher para mantenerlos alejados de Lex. Cuando Lex va a hablar con Jaget sobre Gloria, accidentalmente lo desafía y lo derrota por el título de sensei. A pesar de no quererlo inicialmente, Lex se siente tentada por el poder del sensei y cambia el nombre de Jag-Jitsu a «Lex-Jitsu». Comienza a hacer que miembros como Gloria hagan algunas de sus tareas. Para recuperar a Lex, Presley y Munchy usan sus debilidades para ayudar a Gloria a derrotarla en la batalla. Gloria luego permite que Jaget recupere el título de sensei. Estrella invitada: Leah Mei Gold |              |                                                         |                       |                                        |                           |                 |                      |
| 33 | 8            | «A Mouth Noise Christmas»                               | Evelyn Belasco        | Alex Hanpeter y Jude Tedmori           | 20 de noviembre de 2021   | 207             | 0.25                 |
| Stump, un rico fanático de Mouth Noise, ofrece donar robots a los niños si la banda realiza un concierto de Navidad en el Mooery. Lex y Presley contactan a Munchy, Fisher y Jaget para reunir a Mouth Noise. Sin embargo, el alcalde de Altoonisburg y S.H.H.H., un grupo de personas con audición sensible que presionaron por una ley que bloquee los ruidos fuertes, les impiden actuar. Mientras tanto, mientras buscan en el basurero de Altoonisburg copias de un viejo videojuego, Alan y Tedward aprenden de Briles que las leyes de Altoonisburg no se aplican en el basurero porque no es parte de ninguna ciudad. Después de escuchar esto, Mouth Noise decide realizar el concierto en el contenedor de basura. Los S.H.H.H. intentan bloquearlo sin éxito. Mouth Noise continúa con el concierto en el basurero entregando orejeras a las personas con oídos sensibles. Estrellas invitadas: Daryl C. Brown, Kurt Ela, Jared Gertner, Eric Allan Kramer, Matte Martinez |              |                                                         |                       |                                        |                           |                 |                      |
| 34 | 9            | «Return of Uncle Nedward»                               | Phill Lewis           | Wesley Jermaine Johnson y Scott Taylor | 10 de marzo de 2022       | 212             | 0.26                 |
| Lex, Presley y Munchy se enteran de que una poderosa directora general, Roxie Rockhart, quiere demoler Ol' Cliffy, el acantilado más alto de Altoonsiburg, para construir un parque de escalada cubierto. Van a advertir al tío Nedward de Munchy, que ha estado anidando halcones bebés en el acantilado desde el Día del Halcón. Lo convencen de usar sus habilidades de motivación para movilizar a otros a protestar contra Roxie, pero ella logra ganarse a la gente. Incapaces de tener a nadie más de su lado, Lex y Presley intentan sobornar a los trabajadores de la construcción mientras Munchy y Nedward protestan sentándose juntos en una bola de demolición. Lex y Presley secuestran la transmisión en vivo de la demolición del acantilado de Roxie con una canción que eventualmente gana a la gente para protestar y salvar el acantilado. Mientras tanto, después de ser rociados por una mofeta, Alan y Jaget buscan la ayuda de Fisher para eliminar el olor, pero accidentalmente les quita las cejas y las vuelve verdes. Estrellas invitadas: Terry Crews, Kurt Ela, Maria Canals-Barrera, Ryan W. Garcia |              |                                                         |                       |                                        |                           |                 |                      |
| 35 | 10           | «Room4U»                                                | Evelyn Belasco        | Laura House                            | 17 de marzo de 2022       | 211             | 0.24                 |
| Cuando Presley se queda a cargo durante el fin de semana mientras Alan está en una convención de gnomos, ella alquila la habitación de Fisher sin su conocimiento a Don Cucco. Fisher se venga al volver a publicar la lista y contratar a muchas personas, incluidos Tabitha y Bardo. Lex y Presley luchan por satisfacer las demandas de los invitados. Cuando Alan dice que llegará temprano a casa, Lex convence a Presley de que se disculpe con Fisher para que pueda ayudarlo a deshacerse de los invitados. Fisher se niega, pero cambia de opinión después de verse atrapado en medio de una pelea entre Tabitha y Don Cucco. Mientras tanto, Munchy va al Mooery donde Ty le muestra una taza de café con espuma en forma de cisne. Munchy estornuda accidentalmente sobre él, lo que hace que se parezca a Dwayne Johnson, lo que atrae a mucha gente al Mooery, incluidas las noticias locales. Estrellas invitadas: Kurt Ela, Arica Himmel, William Ludwig, Matte Martinez, Paul Vogt Ausente: Jacques Chevelle como Jaget |              |                                                         |                       |                                        |                           |                 |                      |
| 36 | 11           | «Clownderella»                                          | Chris Phillips        | John D. Beck y Ron Hart                | 24 de marzo de 2022       | 209             | 0.34                 |
| Munchy se une a una chica payaso en Mooery, pero ella tiene que irse abruptamente y accidentalmente deja un zapato atrás. Solicita la ayuda de Presley y Lex para encontrar a la chica que calza el zapato, a pesar del miedo de Lex a los payasos. Después de mucho buscar, se enteran de un café solo para payasos llamado Scoochy's. Van allí encubiertos como payasos, pero se ven obligados a demostrar que son verdaderos payasos. Se ganan a los payasos haciéndolos reír, pero quedan expuestos por sus disfraces. Días después, Munchy está a punto de perder la esperanza cuando una chica llamada Clara viene a reclamar el zapato y prueba que ella era la chica payaso. Mientras tanto, Fisher construye un asistente parlante en el refrigerador para distraer a Alan de interrumpir sus experimentos. Sin embargo, se pone celoso de que su padre pase más tiempo vinculándose con el refrigerador que con él. Estrellas invitadas: Kurt Ela, Jeffrey Nicholas Brown, Reyn Doi, Grace Lu Ausente: Jacques Chevelle como Jaget |              |                                                         |                       |                                        |                           |                 |                      |
| 37 | 12           | «That Young Warped Danger Hustle» «When Worlds Collide» | Adam Weissman         | Dave Malkoff                           | 21 de abril de 2022       | 220             | 0.25                 |
| Durante la convención de cómics AltooniCon, Lex, Presley y Munchy son contratados por Ruby y Milo para administrar el stand de la tienda de cómics Warped!. Mientras desempaca una caja de Danger Force, Ruby encuentra un orbe que asume que es una réplica, pero en realidad Danger Force la envió por error. La pandilla, sin saberlo, vende el orbe a Sadie y Lay Lay justo antes de recibir una llamada de Danger Force para advertirles que el supervillano Frankini está detrás del orbe y tiene la intención de usarlo para convertir a las personas en sus bailarines de respaldo. Intentan recuperar el orbe, pero Frankini los supera y se lo lleva. Cuando Frankini comienza a convertir a las personas en bailarines de apoyo, Ruby sugiere taparse los oídos para evitar que la controlen. Dado que la música puede bloquear las señales del orbe, Lex, Presley, Sadie y Lay Lay interpretan una canción para liberar a las personas del control de Frankini, pero él recupera el orbe y también los controla. Danger Force llega justo a tiempo para salvar el día con sus superpoderes. Más tarde, todos celebran juntos en el Mooery. Estrellas invitadas especiales: Young Dylan, Havan Flores, Terrence Little Gardenhigh, Kate Godfrey, Gabrielle Nevaeh Green, Dana Heath, That Girl Lay Lay, Luca Luhan, Anton Starkman Estrellas invitadas: Kurt Ela, Frankie Grande, Reyn Doi, Matte Martinez |              |                                                         |                       |                                        |                           |                 |                      |
| 38 | 13           | «Flex to the Future»                                    | Natalie Van Doren     | Wesley Jermaine Johnson y Scott Taylor | 28 de abril de 2022       | 218             | 0.15                 |
| Jaget tiene entradas para el estreno exclusivo de una película en la alfombra roja e invita a Lex, Presley, Munchy, Fisher y Ty como su séquito. Lex y Presley discuten después de usar accidentalmente el mismo atuendo. Intentan competir para determinar quién debe usarlo, pero empatan todas las veces. Más tarde, Alan resuelve la discusión recordándoles lo felices que estaban la primera vez que combinaron atuendos antes de que comenzaran a preocuparse por lo que pensaban los demás. Antes del estreno, Ty pide la ayuda de Munchy para deshacerse de un cliente extremadamente lento. Cuando la serpiente de Fisher se traga el teléfono de Jaget con las entradas, se ven obligados a llevar la serpiente al estreno, pero comienza a asfixiar a Jaget en la alfombra roja. En la conmoción, Munchy es arrestado por robar bocadillos, lo que hace que Jaget y su séquito sean excluidos. Afortunadamente, la estrella de la película, Bruno Bicep, los ayuda a entrar. Estrellas invitadas: Big E, Kurt Ela, Matte Martinez, Fred Stoller |              |                                                         |                       |                                        |                           |                 |                      |
| 39 | 14           | «Thumb and Thumber»                                     | David Kendall         | Beth Crudele                           | 5 de mayo de 2022         | 213             | 0.23                 |
| Tedward le pide a Presley que compita en un torneo de lucha de pulgares para ganarle un bote y que la pandilla ya no tenga que pagarle por volar su bote. Presley solía ser una campeona de lucha libre conocida como Thumbderstorm, pero dejó de competir después de una dolorosa derrota ante su rival, Rago. Ella entrena a Munchy para competir, pero Rago le rompe el pulgar a Munchy antes de la competencia. Esto obliga a Presley a competir después de todo. Después de descubrir que la madre de Rago lo ha estado ayudando a hacer trampa besando su pulgar con grasa, Lex y Munchy esconden la grasa, lo que le permite a Presley vencer a Rago y ganar el bote. Para celebrar, la pandilla abre fuegos artificiales nuevamente y accidentalmente explota un costoso buggy que Jaget había recibido de ZooZoo por salvarla. Jaget les dice que, en el futuro, trabajarán para él hasta que paguen por completo la destrucción de su buggy. Estrellas invitadas: Daryl C. Brown, Ashley Fuss, Jackson Jones, Matte Martinez, Jill Matson-Sachoff |              |                                                         |                       |                                        |                           |                 |                      |
| 40 | 15           | «Groomer Has It»                                        | David Kendall         | Michael Cadwallader                    | 12 de mayo de 2022        | 214             | 0.21                 |
| Jaget obliga a Lex, Presley y Munchy a aceptar un trabajo de KidDING en la tienda Groomer Has It por destruir su buggy. Lex había estado evitando la tienda porque Luke trabaja allí y nunca le envió un mensaje de texto después de su baile juntos. Cuando Sophia Fugazi les pide que laven a sus perros, Presley y Munchy llevan a uno a otra habitación, lo que permite que Lex y Luke hablen. Después de mucha incomodidad con Lex tratando de actuar «tranquila» de manera poco convincente, Luke le dice a Lex que todavía le gusta pero que ha estado demasiado ocupado con el trabajo. Mientras tanto, incapaz de elegir un champú, Presley mezcla todas las botellas y termina llenando toda la habitación de burbujas. Como una de las botellas era un tinte rosa para perros, el pelaje del perro se vuelve rosa. Para que parezca intencional, Lex y Luke tiñen a su perro de azul claro y convencen a Sophia de que es una declaración de moda como los perros de algodón de azúcar. Estrellas invitadas: Kurt Ela, Daryl C. Brown, Menik Gooneratne, Luke Mullen |              |                                                         |                       |                                        |                           |                 |                      |
| 41 | 16           | «Sand Storm»                                            | Evelyn Belasco        | Dave Malkoff                           | 19 de mayo de 2022        | 208             | 0.21                 |
| Preocupada porque Presley no se está tomando en serio la competencia de construcción de castillos de arena, Lex se asocia con Fisher. Debido a una falta de comunicación, Presley no entiende que ha sido reemplazada hasta el día del concurso. Se asocia con Munchy en el último minuto mientras Lex y Fisher construyen una magnífica escultura de arena de la Aguja Espacial de Altoonisburg. Cuando se destruye la aguja espacial, Lex acusa a Presley de sabotearla, pero luego descubren que Horrigan la destruyó para castigar a Fisher por elegir a Lex sobre él. Todos se perdonan y unen fuerzas para reconstruir la aguja espacial, pero son descalificados por tener demasiadas personas. Sus rivales, los gemelos Jerklevoss, ganan pero Lex les arrebata el premio. En otra parte, mientras ayuda a Ty en Mooery, Jaget comienza a hacer una rutina de comedia de insultos. Sin embargo, cuando Sophia Fugazi le sigue el juego y le devuelve los insultos, Jaget empieza a llorar y renuncia. Estrellas invitadas: Reyn Doi, Menik Gooneratne, Elise Luthman, Joey Luthman, Matte Martinez |              |                                                         |                       |                                        |                           |                 |                      |
| 42 | 17           | «Dinner for Jerks»                                      | Evelyn Belasco        | Alex Hanpeter y Jude Tedmori           | 26 de mayo de 2022        | 215             | 0.24                 |
| Después de obtener acceso a la aplicación KidDING, Jaget obliga al trío a aceptar un trabajo en KidDING que Crunchy, su enemigo obsesivo, había rechazado. Crunchy obliga a Lex, Presley y Munchy a convertirse en sus mayordomos y servir una cena de venganza en la que ha invitado a personas malas que han tenido malas experiencias con el trío. Entre los invitados están: Tabitha por casi arruinar su propuesta de baile; Big Tubby por obligarlo a dar jacuzzis a los huérfanos; los gemelos Jerklevoss por robar su premio del castillo de arena; y Jaget por destruir su buggy. Como Jaget no los dejará renunciar, la pandilla hace que Crunchy los despida destruyendo su valiosa mesa mientras finge hacer el baile del mayordomo. Mientras tanto, Fisher compite con Gloria en un juego de mesa periódico que inventó, pero Gloria sigue venciéndolo, incluso después de pedirle a Horrigan que lo ayude a hacer trampa. Gloria luego confiesa que ella también estaba engañando. Estrellas invitadas: Tacey Adams, Reyn Doi, Michael Dunn, Leah Mei Gold, Arica Himmel, Elise Luthman, Joey Luthman, Philip Solomon |              |                                                         |                       |                                        |                           |                 |                      |
| 43 | 18           | «Prank You Very Much»                                   | Adam Weissman         | Joe Sullivan                           | 9 de junio de 2022        | 219             | 0.28                 |
| Jaget lanza un negocio de sacudidas de poder de Jag-Jitsu y comienza a hacerle una broma a Ty para sacar a MicroMooery del negocio. Contrata a Presley, Lex y Munchy para que, sin saberlo, entreguen un paquete que explota en la cara de Ty. Sintiéndose culpables por ayudar a Jaget a hacerle una broma a su amigo, la pandilla decide vengarse, a pesar del consejo de Ty de dejarlo pasar. Se les ocurre una broma para volar la bicicleta licuadora de Jaget usando uno de los drones de Fisher. Sin embargo, una falta de comunicación hace que vuelen con Munchy junto con la bicicleta hasta la cima de la Aguja Espacial de Altoonisburg. Cuando el dron se estrella accidentalmente, Lex y Presley le piden a Ty que los ayude a rescatar a Munchy usando su globo aerostático. Ty les agradece por pasar por todos esos problemas por él. Cuando Jaget viene a buscar su bicicleta, la pandilla lo lleva a la aguja espacial y donde se queda por un tiempo. Estrellas invitadas: Kurt Ela, Matte Martinez |              |                                                         |                       |                                        |                           |                 |                      |
| 44 | 19           | «Altoonisburg Al»                                       | Adam Weissman         | Dave Malkoff                           | 16 de junio de 2022       | 216             | 0.26                 |
| Hay una zarigüeya popular conocida como Altoonisburg Al que sale el Día de la zarigüeya. El alcalde anuncia que si Al elige un tazón de fresas, agregaría seis semanas más de verano, pero si él elige arándanos, regresarían temprano a la escuela. A diferencia de todos los demás, Lex quiere regresar temprano a la escuela para que sus compañeros de clase puedan desearle un feliz cumpleaños. Durante el festival Possum, mientras Munchy trabaja en un puesto para hacer jugo de zarigüeya, Presley y Lex accidentalmente dejan escapar a Al. Presley se esconde en el árbol y, usando su títere Altoonisburg Al para engañar a la gente, elige arándanos para Lex. Cuando atrapan a Presley, el alcalde se compromete y agrega tres semanas de verano. Mientras tanto, cuando Horrigan se queda atascado en la cama de pared de Fisher durante un experimento, Fisher intenta sacarlo usando la ciencia, pero Gloria gana usando Jag-Jitsu para sacar la cama de una patada. Estrellas invitadas: Reyn Doi, Leah Mei Gold, Luke Mullen |              |                                                         |                       |                                        |                           |                 |                      |
| 45 | 20           | «We Have a Bingo!»                                      | Natalie Van Doren     | Joe Sullivan                           | 23 de junio de 2022       | 210             | 0.20                 |
| La abuela de Presley, Gladys, les pide a Presley y Lex que sean llamadoras sustitutas para la noche de bingo. Gladys y su mejor amiga de la infancia, Ethel, son una inspiración y la amistad de Lex y Presley. Presley confunde un «6» con un «9», lo que hace que Ethel piense que ganó, solo para revelar que en realidad fue Gladys quien ganó. Esto enciende una pelea entre Ethel y Gladys. Asustadas de que su propia amistad pueda terminar así, Presley y Lex intentan que Gladys y Ethel vuelvan a estar juntas recordándoles lo que les gusta la una de la otra. Esto falla y resulta en una pelea en el Mooery. Las chicas finalmente logran que Gladys y Ethel reparen su amistad engañándolas para que se unan contra un enemigo común, Jaget, quien fácilmente muerde el anzuelo y comienza a insultarlas durante Bingoff. Mientras tanto, Fisher se ofrece como voluntario para arreglar el camión de juguete de Rex para usar a Rex para aprender más sobre Lex. Estrellas invitadas: Teresa Ganzel, Angel Harper, Jack Stanton |              |                                                         |                       |                                        |                           |                 |                      |
| 46 | 21           | «Yesley Day»                                            | Jody Margolin Hahn    | John D. Beck y Ron Hart                | 30 de junio de 2022       | 217             | 0.30                 |
| Lex, Presley y Munchy escapan del encierro de Jaget para celebrar el Día de Yesley; El día de diversión de Presley termina cuando se quedan atrapados en Coaster World. Estrellas invitadas: Reyn Doi, Matte Martinez, Luke Mullen, Kelly Perine |              |                                                         |                       |                                        |                           |                 |                      |

## Recepción
| Temporada | Horario (ET)     | Episodios | Primera emisión        | Primera emisión      | Última emisión           | Última emisión       | Promedio de espectadores (millones) |
| Temporada | Horario (ET)     | Episodios | Fecha                  | Audiencia (millones) | Fecha                    | Audiencia (millones) | Promedio de espectadores (millones) |
| --------- | ---------------- | --------- | ---------------------- | -------------------- | ------------------------ | -------------------- | ----------------------------------- |
| 1         | lunes 8:30 p. m. | 26        | 7 de noviembre de 2020 | 0.36                 | 25 de septiembre de 2021 | 0.39                 | 0.35                                |
| 2         | sábado 8 p. m.   | 21        | 2 de octubre de 2021   | 0.27                 | 30 de junio de 2022      | 0.25                 | 0.26                                |